# Zonitis melanoptera
Zonitis melanoptera là một loài bọ cánh cứng trong họ Meloidae. Loài này được Wellman miêu tả khoa học năm 1910.